# J. P. Macura
J. P. Macura, né le 5 juin 1995 à Lakeville dans le Minnesota, est un joueur américain de basket-ball évoluant au poste d'arrière.

## Biographie
Le 21 juin 2018, lors de la draft 2018 de la NBA, il n'est pas sélectionné. Le 2 juillet 2018, il signe un contrat "two-way" avec la franchise de la Caroline du Nord des Hornets de Charlotte. Il passe la majeure partie de la saison avec l'équipe de G-League du Swarm de Greensboro. Le 2 janvier 2019, il fait ses débuts en NBA lors d'une large défaite 122 à 84 chez les Mavericks de Dallas, terminant la rencontre avec 4 points, 2 rebonds et 2 passes décisives en 13 minutes de jeu. Le 1er juillet 2019, il devient agent libre.
Le 3 septembre 2019, il signe un contrat avec les Cavaliers de Cleveland. Le 16 octobre 2019, il n'est pas conservé dans l'effectif qui commence la saison NBA 2019-2020. Le 18 octobre 2019, il devient agent libre. Le 10 février 2020, il signe un contrat de 10 jours avec les Cavaliers de Cleveland.

## Statistiques

### Universitaires
| Saison    | Équipe   | Matchs | Titul. | Min./m | % Tir | % 3pts | % LF | Rbds/m. | Pass/m. | Int/m. | Ctr/m. | Pts/m. |
| --------- | -------- | ------ | ------ | ------ | ----- | ------ | ---- | ------- | ------- | ------ | ------ | ------ |
| 2014-2015 | Xavier   | 35     | 3      | 13,2   | 41,3  | 33,7   | 76,2 | 1,20    | 0,63    | 0,74   | 0,09   | 5,37   |
| 2015-2016 | Xavier   | 34     | 4      | 22,7   | 47,0  | 35,6   | 80,7 | 2,62    | 2,03    | 1,09   | 0,03   | 9,41   |
| 2016-2017 | Xavier   | 38     | 38     | 33,5   | 42,5  | 33,9   | 78,5 | 4,39    | 2,89    | 1,42   | 0,21   | 14,37  |
| 2017-2018 | Xavier   | 34     | 34     | 29,7   | 47,9  | 37,7   | 82,1 | 4,47    | 2,91    | 1,44   | 0,38   | 12,85  |
| Carrière  | Carrière | 141    | 79     | 24,9   | 44,8  | 35,1   | 79,7 | 3,19    | 2,13    | 1,18   | 0,18   | 10,57  |

### Professionnelles

#### Saison régulière
| Saison    | Équipe    | Matchs | Titul. | Min./m | % Tir | % 3pts | % LF | Rbds/m. | Pass/m. | Int/m. | Ctr/m. | Pts/m. |
| --------- | --------- | ------ | ------ | ------ | ----- | ------ | ---- | ------- | ------- | ------ | ------ | ------ |
| 2018-2019 | Charlotte | 2      | 0      | 8,4    | 33,3  | 0,0    | 0,0  | 1,50    | 1,00    | 0,00   | 0,00   | 3,00   |
| Carrière  | Carrière  | 2      | 0      | 8,4    | 33,3  | 0,0    | 0,0  | 1,50    | 1,00    | 0,00   | 0,00   | 3,00   |